# Eilema pulverea
Eilema pulverea är en fjärilsart som beskrevs av Alfred Ernest Wileman 1910. Eilema pulverea ingår i släktet Eilema och familjen björnspinnare. Inga underarter finns listade i Catalogue of Life.

## Bildgalleri

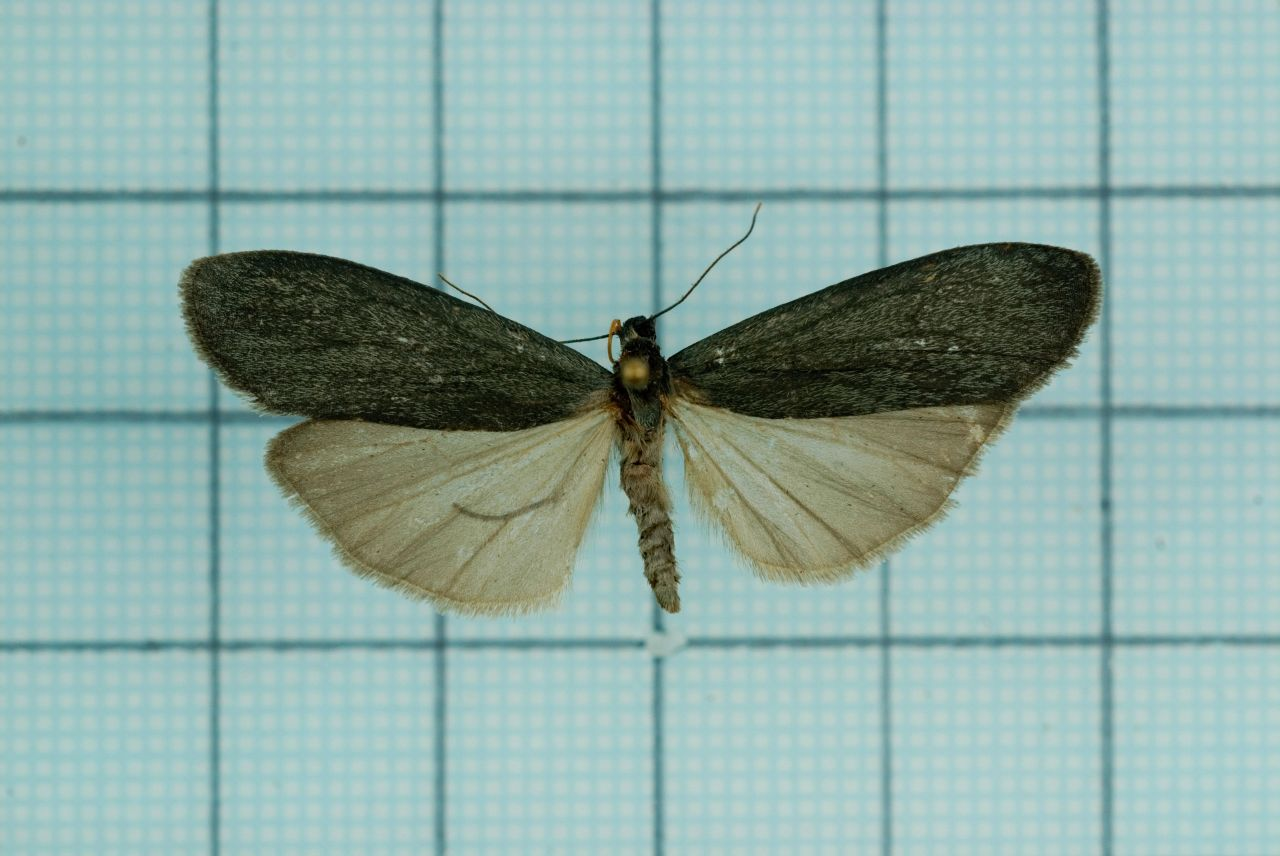
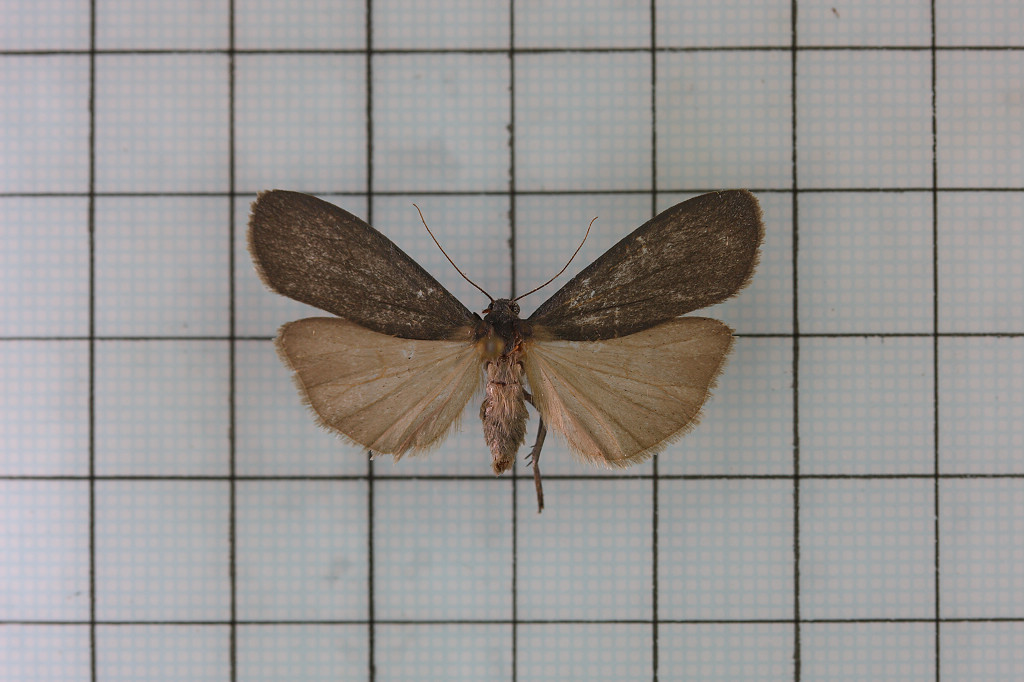
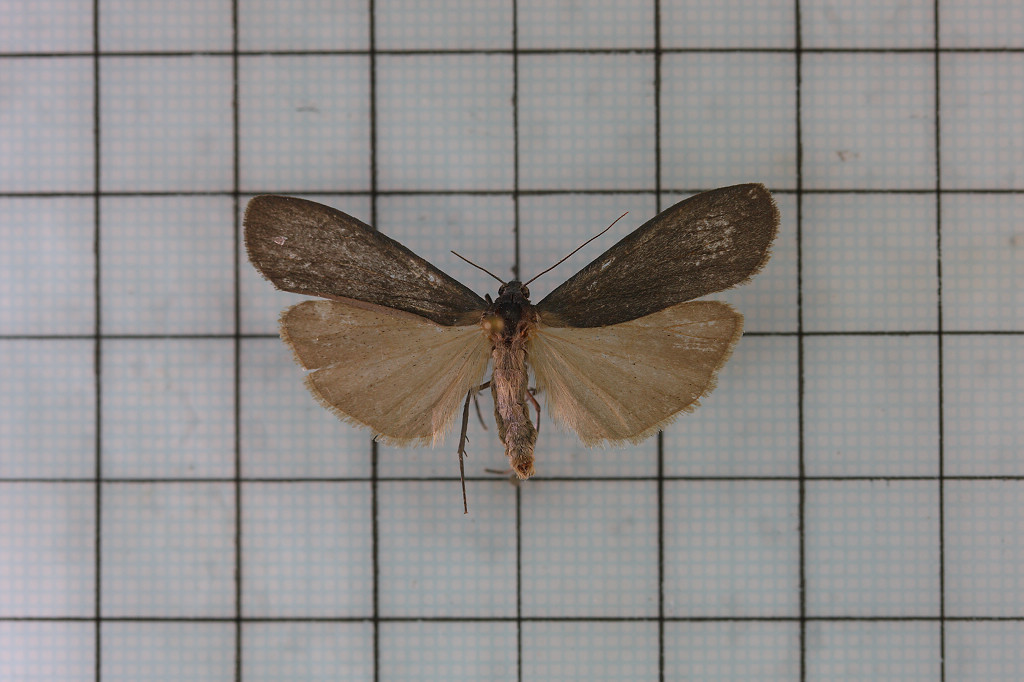
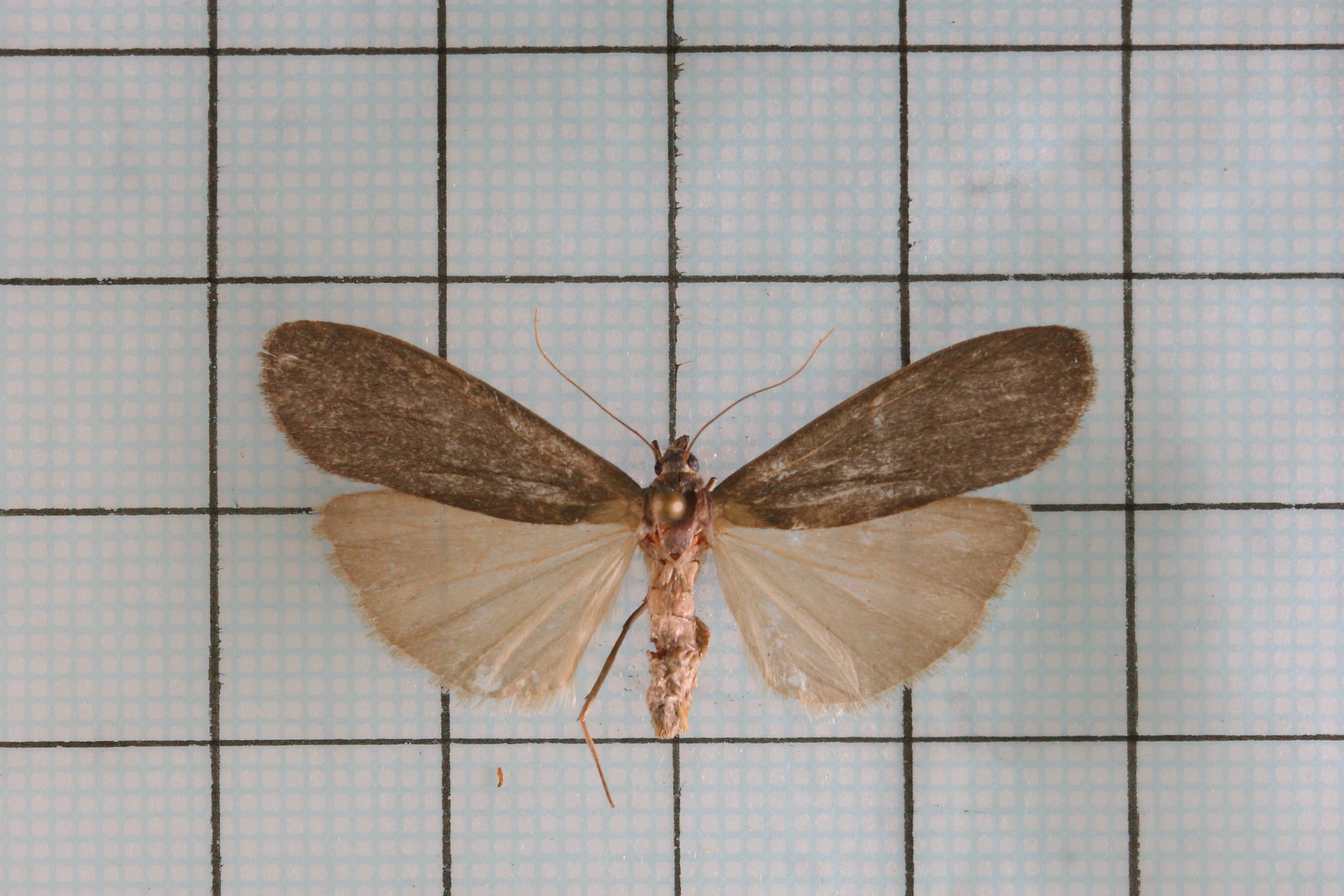